# Yaşma Adası
Yaşma Adası är en ö i Azerbajdzjan.   Den ligger i distriktet Xızı Rayonu, i den östra delen av landet, 50 km nordväst om huvudstaden Baku.